# Komodovaraan
De komodovaraan (Varanus komodoensis) is een hagedis uit de familie varanen (Varanidae).
De komodovaraan is een van de bekendste hagedissen vanwege de aanzienlijke lengte; tot wel 3 meter lang. Hij is dan ook de grootste hagedis ter wereld. De varaan is dankzij de publieke belangstelling populair in dierentuinen en duikt op in documentaires door zijn afwijkende levenswijze ten opzichte van andere hagedissen. Deze varaan is door het kleine verspreidingsgebied een erg kwetsbare diersoort en is daardoor van bescherming afhankelijk.
De komodovaraan eet naast levende prooien ook wel aas. Veel van de kadavers die gegeten worden zijn indirect door de varaan gedood. De komodovaraan wordt daarom beschouwd als een carnivoor en een alfapredator, die aan de top staat van het ecosysteem. Vrijwel alle hagedissen worden door verschillende dieren gegeten, maar de komodovaraan heeft, eenmaal volwassen, geen natuurlijke vijanden.
De komodovaraan komt voor in het zuidoostelijke deel van Indonesië en leeft op het eiland Komodo alsook in enkele reservaten op het grotere eiland Flores en enkele kleinere omliggende eilanden. De varaan is pas in 1910 door biologen ontdekt en beschreven.
Er is veel onderzoek gedaan naar de komodovaraan en vooral in het Nationaal park Komodo. Daardoor is er veel bekend over de biologie, de levenswijze en de voortplanting van deze hagedis. Regelmatig worden nieuwe ontdekkingen gedaan, zo bleek pas in 2009 dat de komodovaraan goed ontwikkelde gifklieren bezit, die een complex gif produceren. Daarnaast bevat het speeksel van de varaan antistollingsmiddelen die ervoor kunnen zorgen dat een prooi doodbloedt. Lange tijd werd gedacht dat de giftige beet te wijten was aan de bacteriën in de bek.

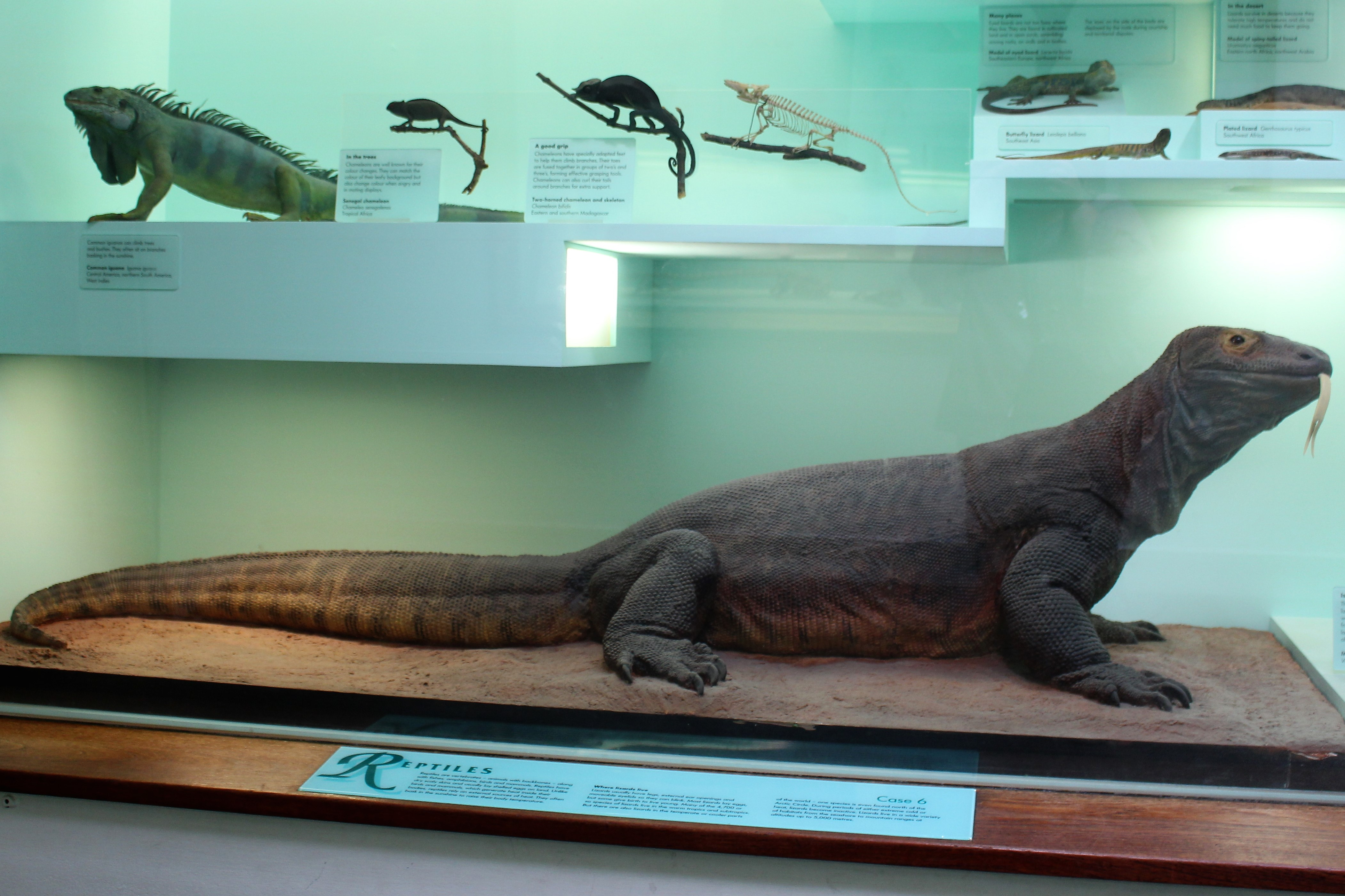
Een opgezet exemplaar in het Natural History Museum

## Naam en indeling
De wetenschappelijke naam van de groep werd voor het eerst voorgesteld door Pieter Anthonis Ouwens in 1912. De taxonomische geschiedenis is in vergelijking met de meeste reptielen eenvoudig. Sinds de komodovaraan in 1912 werd beschreven door Ouwens is de soort nooit van wetenschappelijke naam veranderd. Wel werd in 1942 door Robert Friedrich Wilhelm Mertens, en later door Andre Koch en anderen in 2013, geopperd om de soort in een ondergeslacht Varanus te plaatsen (Varanus (Varanus) komodoensis) maar dit wordt niet meer erkend. Er zijn anno 2024 nooit ondersoorten benoemd. 
De geslachtsnaam Varanus is de Neolatijnse vertaling van het Arabische woord وَرَل (waral), dat vrij vertaald 'hagedis' betekent. De soortaanduiding komodoensis betekent vrij vertaald 'wonend op Komodo'.
De komodovaraan heeft verschillende lokale namen die zijn ingegeven door de indrukwekkende gestalte. Door de Indonesiërs wordt de varaan wel ora genoemd, dat 'mond' betekent. Andere namen zijn biawak raksasa (reuzenvaraan) en buaja darat, wat landkrokodil betekent. Deze laatste naam is enigszins misleidend omdat varanen niet behoren tot de krokodilachtigen.

## Ontdekkingsgeschiedenis
Op het eiland Komodo zouden volgens de lokale bevolking reusachtige draken leven met een lengte van zes tot zeven meter. In eerste instantie werden de verhalen over de vermeende 'landkrokodillen' afgedaan als fabeltjes door de toenmalige Nederlandse kolonisten. De komodovaraan werd pas relatief laat ontdekt in 1910 door Van Steyn van Hensbroek, luitenant in het Koninklijk Nederlandsch-Indisch Leger (KNIL). Hij stuurde fotomateriaal en een huid van een meer dan twee meter lang exemplaar naar majoor Pieter Ouwens, curator van het Zoölogisch Museum in Buitenzorg (tegenwoordig Bogor) op Java. Ouwens stelde een diepgaand onderzoek in en beschreef de hagedis in 1912 voor de wetenschap waardoor de ontdekking al snel een grote bekendheid verkreeg. Ouwens wist met behulp van de lokale bevolking tevens vier levende exemplaren te vangen en over te brengen naar Bogor.

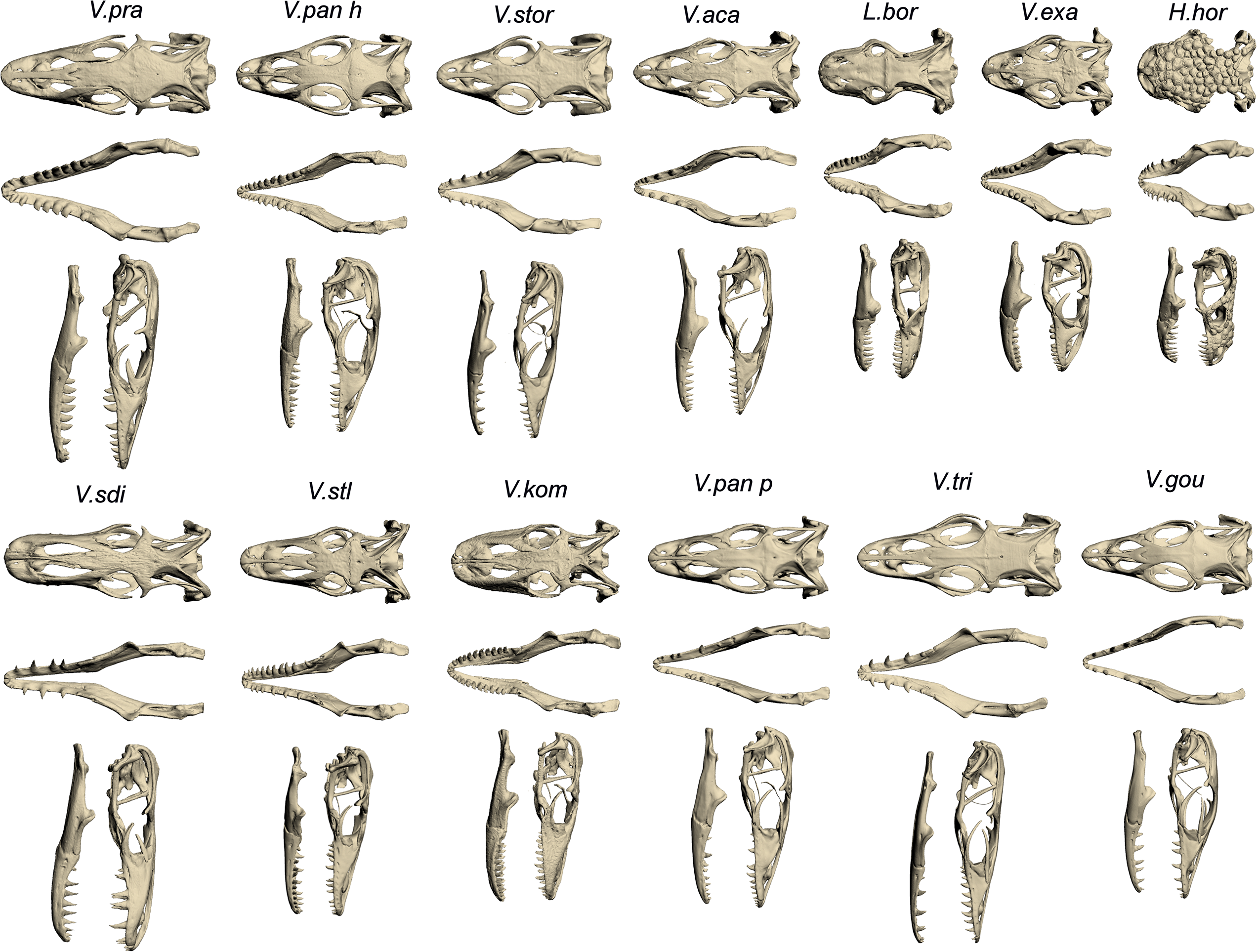
Schedels van verschillende varanen en een korsthagedis:

De komodovaraan inspireerde later W. Douglas Burden tot een studiereis naar Komodo in 1926. Hij wist 27 exemplaren te vangen en onderzocht ongeveer 70 varanen voor hij terugkwam met twaalf geconserveerde en twee levende dieren. Burden was ook degene die de Engelse naam komododraak (Komodo-dragon) introduceerde. Drie van de geprepareerde varanen zijn opgezet en tot op heden te zien in het American Museum of Natural History.
Door de Tweede Wereldoorlog stokte het onderzoek naar de varaan en pas in de jaren 50 en 60 werd de studie naar de biologie en levenswijze weer opgepakt. Vooral Walter Auffenberg onderzocht de varaan intensief, hij verhuisde met zijn gezin naar Komodo om de varaan gedurende elf maanden te onderzoeken. Hij ving en markeerde daarbij meer dan 50 exemplaren en zijn onderzoek heeft veel aan het licht gebracht over het in gevangenschap houden van de varaan. Tot op de dag van vandaag vindt onderzoek plaats naar de komodovaraan, een bekende bioloog die recentelijk onderzoek heeft gepubliceerd is Claudio Ciofi. Het Nationaal Natuurhistorisch Museum te Leiden bewaart een geprepareerd exemplaar van de komodovaraan.

## Evolutie

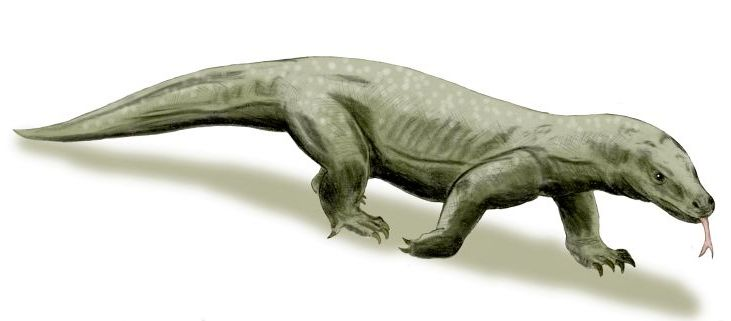
Schets van Varanus priscus

Varanen stammen af van de Lepidosauria, een groep hagedisachtige reptielen die zich ongeveer 250 miljoen jaar geleden afsplitsten van de Diapsida aan het eind van het Paleozoïcum. De varanen uit het geslacht Varanus ontstonden ongeveer 40 miljoen jaar geleden, dus in het Eoceen, in zuidelijk Azië en Europa. Toen ongeveer 15 miljoen jaar geleden door tektonische activiteiten Australië tegen Zuidoost-Azië botste, verspreidden de varanen zich naar andere werelddelen, mogelijk kwam de komodovaraan vroeger voor in grote delen van Australië en Azië. Biologen vermoeden dat de varaan zich ongeveer 4 miljoen jaar geleden afsplitste gedurende het late Neogeen. Ongeveer 20.000 jaar geleden tijdens het laatste glaciaal stond het zeeniveau zo laag dat de zee tussen het eiland Komodo en de eilanden Flores, Rinca en Gili Motang droogviel. Hierdoor werden de eilanden met elkaar verbonden en kon de Komodovaraan zijn leefgebied uitbreiden. De varaan kwam vroeger voor in oostelijk Flores tot in Timor, maar na de ijstijd steeg de zeespiegel weer en dreef de varaan terug tot het huidige verspreidingsgebied. De achteruitgang van de komodovaraan begon in het Holoceen toen het dier verdween uit grote delen van Flores, vermoedelijk door toenemende menselijke activiteit.
De supervaraan Varanus priscus, tot voor kort ook wel bekend als Megalania werd als mogelijke voorouder van de komodovaraan beschouwd. Deze varaan werd maar liefst 5 tot 7 meter lang en stierf ongeveer 40.000 jaar geleden uit. Varanus priscus vertoonde enkele uiterlijke overeenkomsten zoals een opstaande rand tussen de ogen en gelijkende zaagachtige tanden. Onderzoek wijst echter uit dat de moderne reuzenvaraan (Varanus giganteus) sterker verwant is aan Varanus priscus dan de komodovaraan. Aan het einde van het Pleistoceen stierven dergelijke grote varanen uit, evenals veel grote zoogdieren zo'n 100.000 tot 10.000 jaar geleden. De reden van deze extinctie is nog niet bekend .

## Lichaamskenmerken

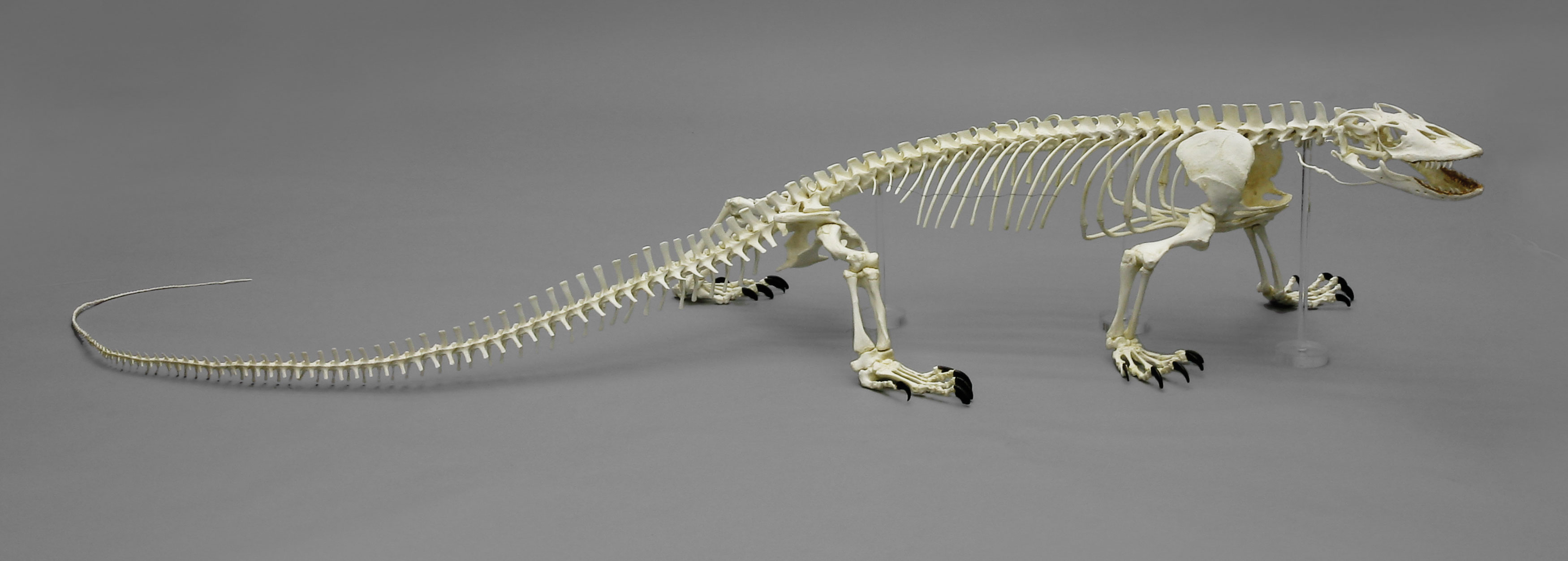
Het skelet van de varaan

De komodovaraan heeft een typisch hagedisachtige bouw: een langwerpig lichaam en een lange staart, vier gebogen poten en een brede, platte kop. De gespierde staart is langer dan het lichaam. De voor- en achterpoten hebben lange, gekromde en mesachtige nagels. 

### Afmetingen
De komodovaraan behoort tot de langste hagedissen ter wereld en kan een lengte bereiken van meer dan drie meter. De komodovaraan kan tot 150 kg zwaar worden en wordt daarom geclassificeerd als de grootste nog levende hagedis ter wereld.
De afmetingen in lengte en gewicht worden soms sterk overdreven, zo zou het dier volgens de legenden zes tot zeven meter lang kunnen worden en in verscheidene bronnen wordt een maximale massa gegeven van 250 kg of meer. Dergelijke overschatte afmetingen zijn niet altijd het gevolg van de fantasie van de lokale bevolking, maar soms gebaseerd op onderzoek van serieuze wetenschappers. Zo is de vermeende massa van 250 kg een schatting van de bioloog Walter Auffenberg die veel onderzoek deed naar de komodovaraan in het wild. Uit de vondst van een 2,5 meter lang exemplaar met een massa van ongeveer 50 kg dat na een grote maaltijd bijna 100 kg woog, leidde Auffenberg af dat een drie meter lang exemplaar zo rond de 250 kg zou moeten wegen. Dit getal wordt dan ook vaak gebruikt als de maximale massa, maar dergelijke exemplaren zijn nog nooit aangetroffen.

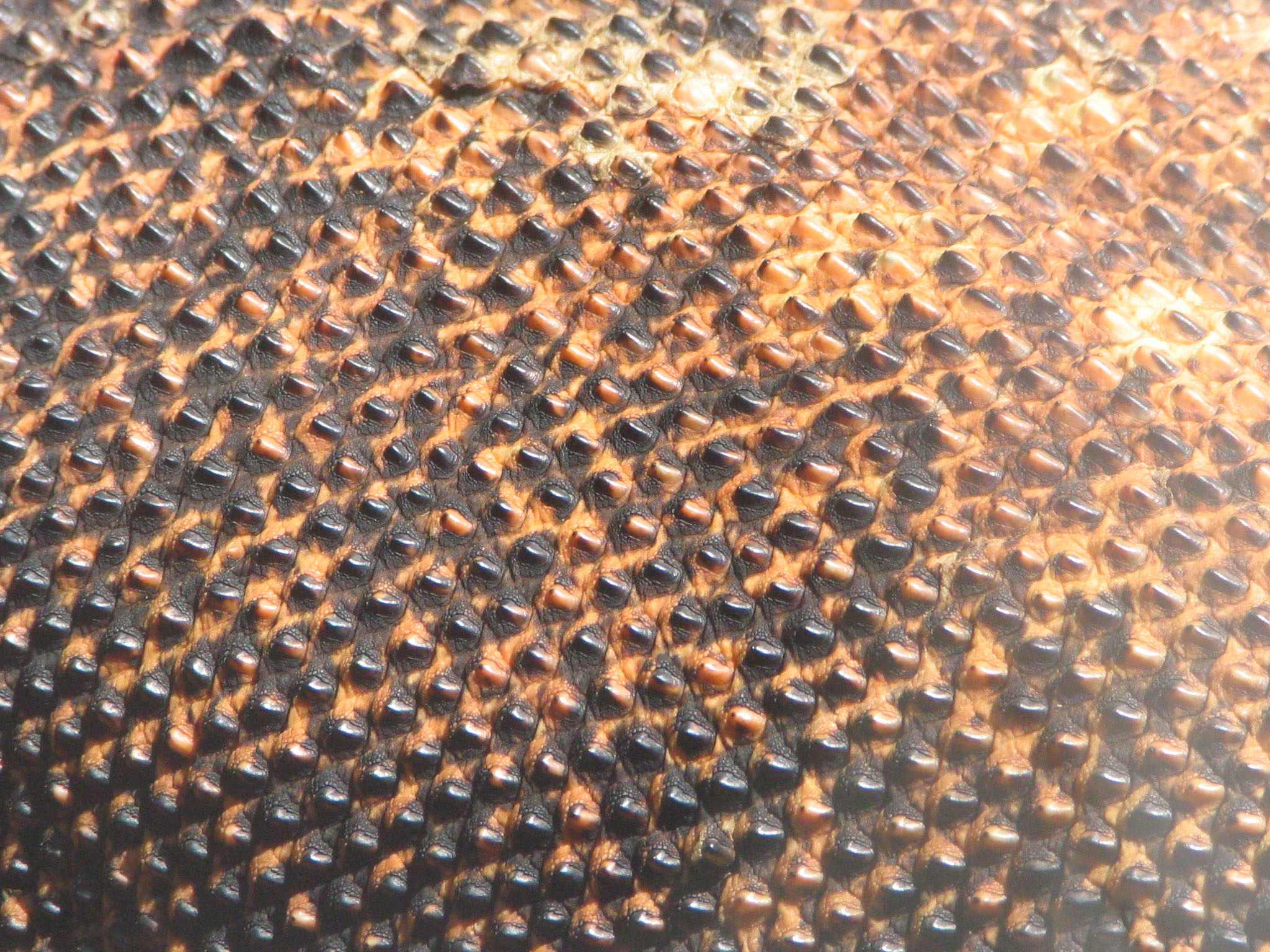
De huid van de komodovaraan is verstevigd met schubben en huidbeentjes

Het langste exemplaar dat is beschreven was 3,13 meter lang en woog 166 kg inclusief eventuele verzwolgen prooien. Dit dier is opgezet en te bezichtigen in het Tilden Regional Park te Berkeley in Californië. De meeste exemplaren blijven echter kleiner, gemiddeld 2,5 meter en bereiken een gemiddelde massa van ongeveer 45 kg.
De forse lichaamslengte van de hagedis is te danken aan het feit dat er geen andere grote roofdieren voorkomen in het verspreidingsgebied. Daardoor heeft de komodovaraan de niche gevuld van grote carnivoren zoals die in andere werelddelen voorkomen.

### Lichaamsbouw en kleur
De huid van de komodovaraan is bedekt met schubben die zo dik zijn als een nagel, de huid van de kop en de staart zijn voorzien van huidbeenderen die naarmate de hagedis ouder wordt fuseren en een soort maliënkolder vormen. Bij oudere dieren vormen deze botjes vooral op de kop een soort helm; dergelijke structuren komen ook voor bij andere hagedissen en krokodilachtigen.
De huidskleur is bruin tot olijfgroen, de bovenzijde van de rug van heel oude exemplaren krijgt een gelige kleur door vele kleine gele vlekjes. Op sommige eilanden komen afwijkende kleuren voor. Zo zijn de dieren op Flores meer rood van kleur met een gele kop. Jongere dieren zijn veel helderder gekleurd en hebben een lichtere kleur met donkere vlekken. De kop en poten zijn donkerder tot zwart. De staart is opvallend dik en lang en is voorzien van een lage kam die met name aan de staartbasis wat meer geprononceerd is. De staart is gebandeerd met lichtere en donkere ringen, wat vooral bij de jongere dieren goed te zien is. Bij volwassen dieren vervagen de kleurschakeringen naarmate ze ouder worden.

### Kop

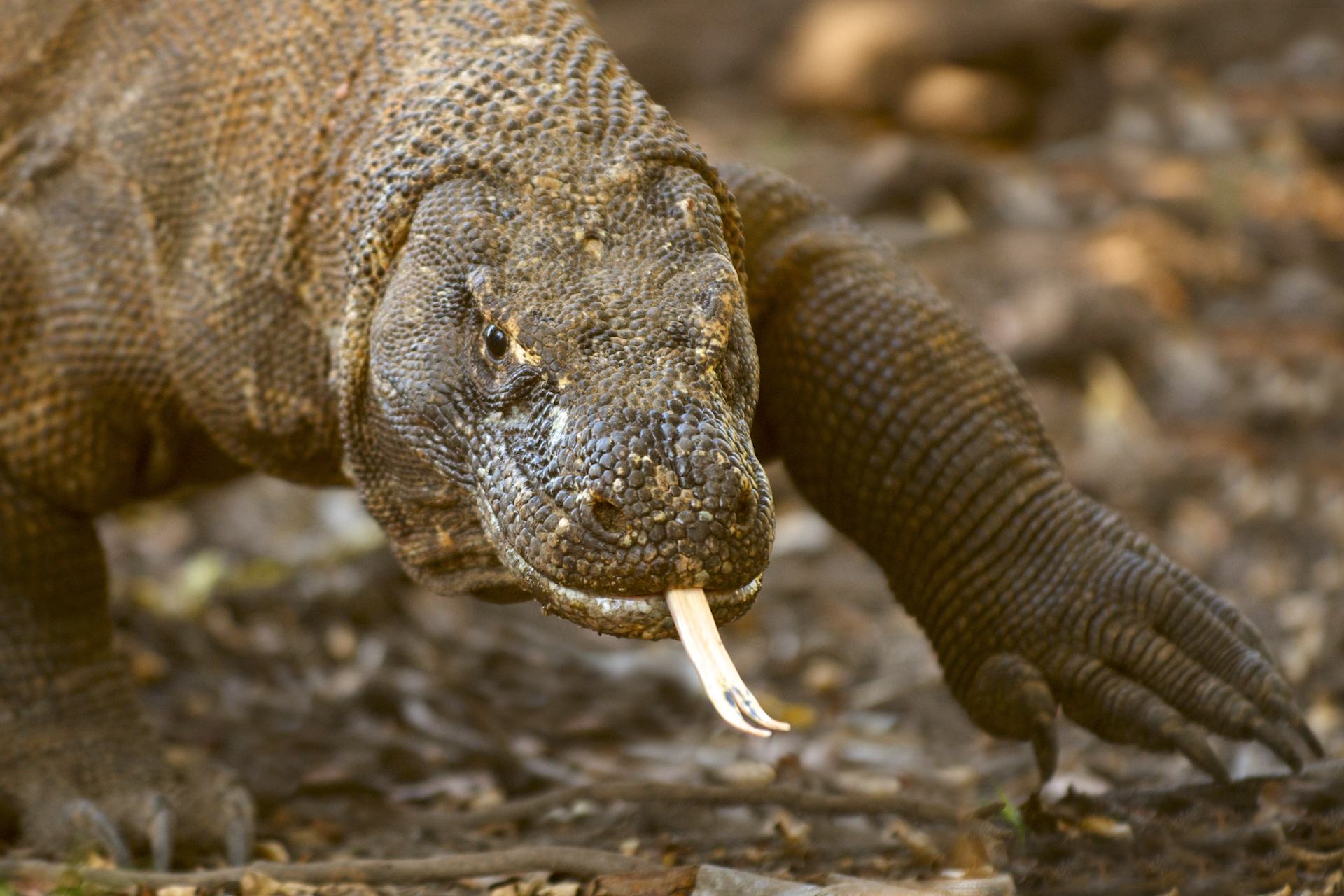
Kop met duidelijk zichtbare tong. De poten zijn voorzien van stevige klauwen.

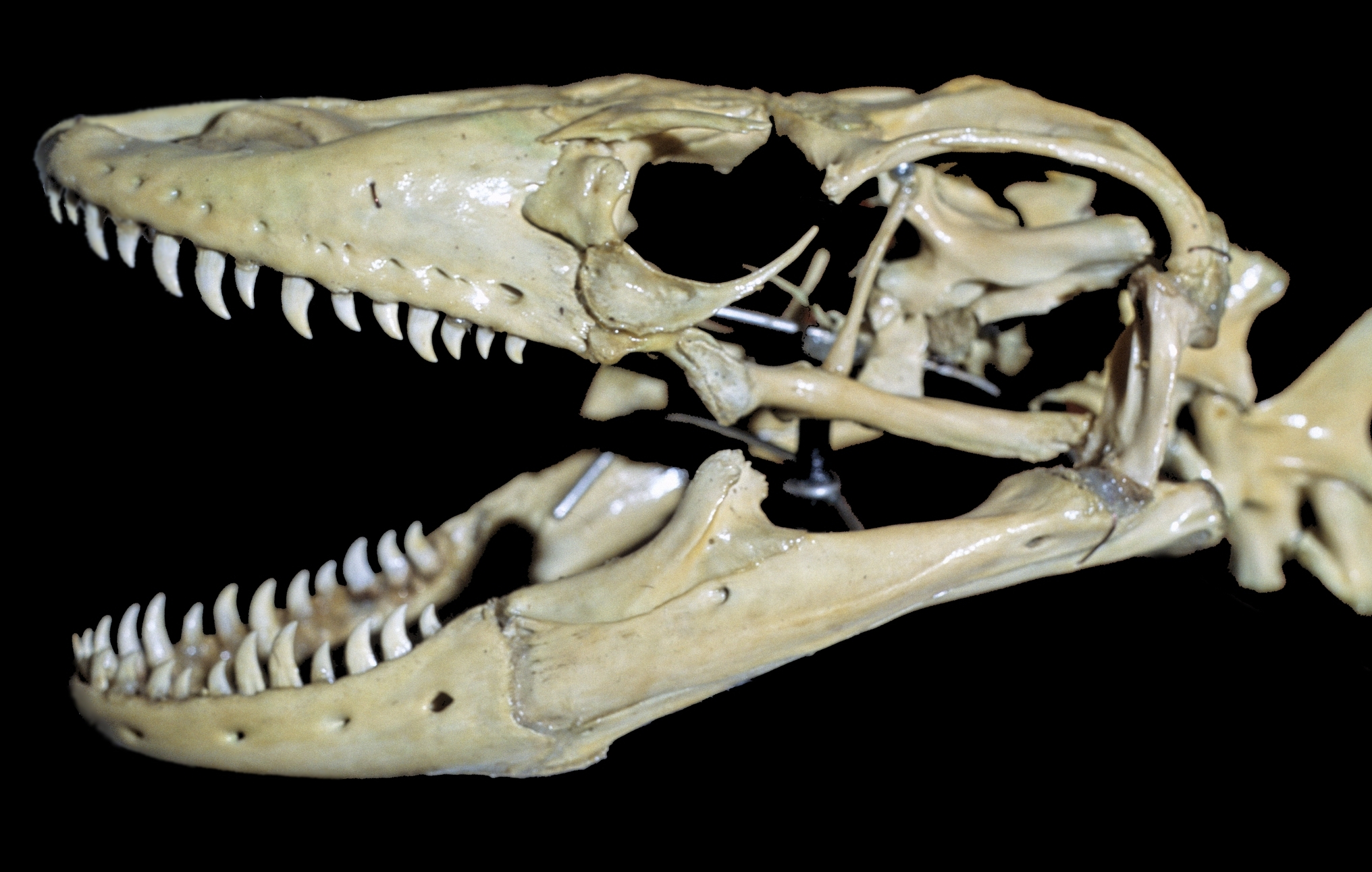
Schedel

De snuit is relatief stomp, afgerond en breed maar plat, de uitstekende en omlaag gekromde bek doet denken aan de snavel van een eend. De ogen en neusgaten zijn vrij groot en duidelijk zichtbaar; boven het oog is een duidelijke benen rand aanwezig. De ongeveer zestig tanden zijn naar achteren gekromd waardoor ze als een zaag makkelijk door het vlees snijden en grote stukken van de prooi kunnen scheuren. De tanden hebben net zo'n vorm als die van grote haaien, zoals de witte haai.
Een ander gemeenschappelijk kenmerk met haaien is dat de tanden vele malen kunnen worden vervangen en daardoor altijd scherp zijn. De komodovaraan is een van de weinige reptielen waarvan de tanden dienen om te snijden; bij vrijwel alle hagedissen en krokodilachtigen dienen de tanden slechts om de prooi vast te houden.

### Geslachtsonderscheid
Mannetjes en vrouwtjes zijn nauwelijks van elkaar te onderscheiden, de mannetjes worden groter en forser dan de vrouwtjes. In het veld is dat moeilijk te zien doordat jongere en oudere exemplaren bij elkaar leven. Mannetjes hebben een meer gewelfd deel aan de onderzijde bij de cloaca door de aanwezigheid van de hemipenis, maar bij levende exemplaren is dat niet te zien. De buik van de varaan is kwetsbaar en wordt niet getoond. Alleen sonderen, het handmatig bepalen van de diepte van de cloaca, kan zekerheid brengen, maar dit is met name bij de grotere exemplaren in de praktijk niet uit te voeren zonder de dieren te vangen of te verdoven.

## Zintuigen
De komodovaraan gebruikt zijn oren, ogen en vooral zijn tong om prooien, vijanden en potentiële partners te detecteren. 

### Gehoor
Lange tijd werd gedacht dat varanen doof zijn, maar dat is niet het geval. Het gehoor van de varaan is wel minder ontwikkeld dan dat van andere dieren. Een varaan kan frequenties van 400 tot 2000 hertz waarnemen, hoge en lage tonen zijn niet hoorbaar. Ter vergelijking: een mens heeft op jeugdige leeftijd een frequentiebereik van 20 tot 20.000 Hz. Varanen hebben één gehoorbeentje (stapes), in tegenstelling tot zoogdieren die er meerdere hebben. Ook heeft het binnenoor een lagere dichtheid aan receptoren dan bij zoogdieren het geval is.

### Zichtvermogen
De ogen van een varaan hebben een bereik van enkele honderden meters, maar stilstaande objecten kunnen ze moeilijk onderscheiden; voornamelijk bewegende objecten worden waargenomen. Het netvlies bevat enkel kegelvormige receptoren waardoor varanen waarschijnlijk kleuren kunnen onderscheiden. Staafvormige receptoren ontbreken waardoor het gezichtsvermogen bij weinig licht zoals tijdens de schemering erg slecht is.

### Reukzin
Het belangrijkste zintuig is de goed ontwikkelde reukzin. Een varaan ruikt echter niet met de neus maar gebruikt het orgaan van Jacobson, dat bestaat uit zeer gevoelig weefsel en gepositioneerd is in het gehemelte van de bek. Zoals meer hagedissen heeft de varaan een gespleten, gevorkte tong waarmee wordt gekwispeld in de lucht, waardoor er geurdeeltjes op blijven plakken. Vervolgens wordt de tong teruggetrokken in de bek en langs het orgaan van Jacobson gestreken waar de deeltjes worden uitgelezen. Doordat de tong gespleten is kan de komodovaraan 'in stereo' ruiken en zo bepalen waar de geur het sterkst is ofwel waar de geur vandaan komt. Een komodovaraan kan bij een gunstige wind een rottend karkas opsporen op een afstand van meer dan acht kilometer.

## Verspreiding en habitat

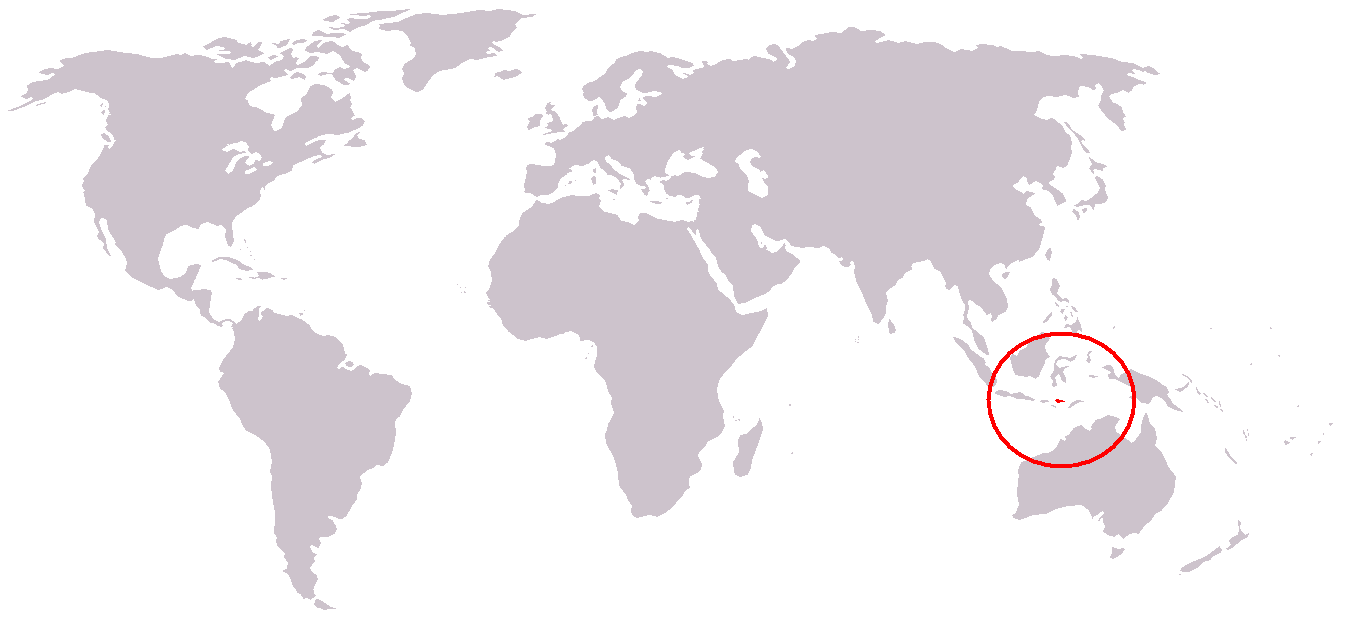
De ligging van Flores en Komodo (omcirkeld)

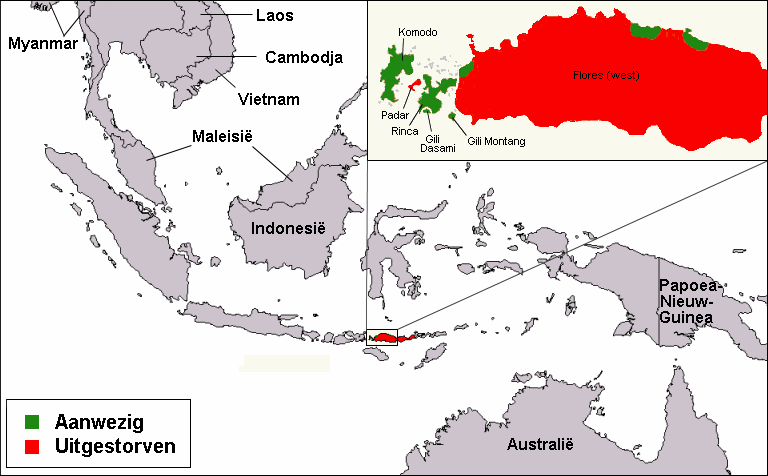
Het verspreidingsgebied van de komodovaraan, groen geeft de huidige verspreiding aan, rood de gebieden waar de soort is uitgestorven. Merk op dat een groot gebied waar de varaan is verdwenen niet is uitvergroot.

De komodovaraan komt tegenwoordig voor in Indonesië op Flores en op een aantal eilanden van de Kleine Soenda-eilanden, te weten Gili Motang, Gili Dasami, Komodo, Rinca en een dertigtal kleinere eilanden. Het bekendste natuurpark waar de komodovaraan in het wild te bezichtigen is, is het Nationaal park Komodo. 

### Populaties
De eilanden met het grootste aantal exemplaren zijn Flores (ongeveer 2000), Komodo (1700) en Rinca (1300). In het grootste gedeelte van Flores is de varaan uitgestorven, alleen in het uiterste westen (Waewuul-reservaat) en het uiterste noorden (Pota en Riung) komen nog populaties voor. Op Gili Dasami leven ongeveer 100 exemplaren, op Gili Motang zo'n 300 en op het eiland Padar is de varaan sinds de jaren 70 niet meer gezien. De oorzaak is niet de jacht op de varaan zelf maar het overbejagen van zijn belangrijkste prooi, het Javaans hert, waardoor er te weinig voedsel overbleef.
De IUCN schat het totaal aantal volwassen exemplaren in het wild op 1383 (peiljaar 2019), het oppervlak wordt geschat op 809 vierkante kilometer. Een grootste deel hiervan (ongeveer 509  km2) is gelegen op het eiland Flores, dat in zijn geheel een oppervlakte van ongeveer 16.000 km2 heeft. De populaties zijn vaak versnipperd maar worden wel stabiel geacht.

### Habitat
De habitat bestaat uit warme, droge omgevingen zoals tropische savannen, bosranden en open plekken in bossen. Open gebieden met een grasachtige begroeiing in laaggelegen delen hebben de voorkeur. Andere biotopen waar de varaan is aangetroffen zijn opgedroogde rivierbeddingen en stranden waar de waterlijn wordt afgestruind op zoek naar aangespoelde dieren. De varaan komt voor tot een hoogte van 825 meter boven zeeniveau. Er is bekend dat de komodovaraan bij extreme omstandigheden zoals grote bosbranden naar andere eilanden kan zwemmen.
De geografische ligging van het verspreidingsgebied heeft een aantal zowel klimatologische als geologische gevolgen voor het leefgebied van de varaan. De eilanden waar de komodovaraan voorkomt hebben een rotsige bodem van vulkanische oorsprong. De eilanden zijn net achter Sumbawa gesitueerd, een veel groter eiland met enig reliëf waarop de meeste wolken leegregenen. Daardoor heeft Komodo een droog seizoen waarbij soms maandenlang geen regen valt. Alleen tijdens de moesson wordt het leefgebied voorzien van zoet water, waarbij soms overstromingen optreden.

### Geografische isolatie
Omdat de komodovaraan alleen op enkele kleinere eilanden voorkomt is de soort geografisch geïsoleerd. Deze isolatie is waarschijnlijk alleen maar een voordeel geweest en is een belangrijke reden voor het ontstaan van de forse afmetingen en bouw van de varaan. De hagedis kreeg de rol van roofdier, omdat andere predators op de eilanden niet voorkwamen, en heeft zich gespecialiseerd in het jagen op de zoogdieren die de eilanden bevolkten. Omdat alle eilanden waar de komodovaraan voorkomt relatief klein zijn is het voedselaanbod beperkt. Ook dit nadeel heeft voor de varaan echter een voordeel, want warmbloedige roofdieren hebben veel meer voedsel nodig en worden al snel geconfronteerd met een voedseltekort.
Het verspreidingsgebied is niet alleen erg klein, maar bevindt zich tevens in een vulkanisch erg actief gebied. Biologen vrezen dat één grote bosbrand of vulkaanuitbarsting de komodovaraan voorgoed van de kaart kan vegen.

## Levenswijze

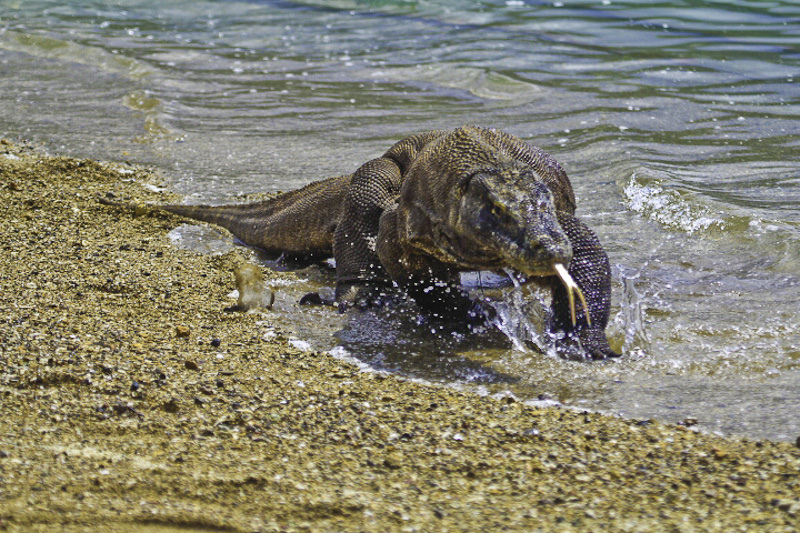
De varaan struint regelmatig de vloedlijn af om te zoeken naar voedsel

De volwassen komodovaraan is een typische bodembewoner, maar de jonge dieren leven het meest in bomen in meer begroeide delen van het verspreidingsgebied. Net als alle varanen is hij een behendige klimmer en tevens een uitstekende zwemmer die brede rivieren kan overbruggen en daarbij meer dan vier meter diep kan duiken. Komodovaranen kunnen heel lang hun adem inhouden, wat nodig is om onder water te kunnen zwemmen. Hiervoor hebben ze grote longen. Ook kunnen ze de ademhaling versnellen, wat nodig is om af te koelen.
Komodovaranen leven niet strikt solitair, zoals de meeste hagedissen, maar ze tolereren soortgenoten en worden vaak in groepen aangetroffen. Jonge exemplaren mijden echter de volwassen dieren om niet opgegeten te worden. De varaan heeft wel een territorium, maar soortgenoten worden er geduld, zelfs van dezelfde grootte en sekse. Er is een hoge tolerantie; de komodovaraan is een van de weinige reptielen die in groepen eten. Een vers kadaver wordt vaak al snel opgemerkt door verschillende dieren. Daarbij wordt wel een zekere hiërarchie in acht genomen: grote dieren bemachtigen het meeste voedsel.
De komodovaraan brengt het grootste deel van zijn tijd door met foerageren en kan tot 10 kilometer per dag afleggen. De varaan is overdag actief en is net als alle reptielen koudbloedig en warmt zich op in de zon, waardoor de activiteit maar ook de spijsvertering versneld worden. Koudbloedigheid heeft als voordeel dat de varaan in tijden van schaarste relatief lang zonder voedsel kan door het veel lagere metabolisme. Om af te koelen kan de ademhaling worden versneld, zodat meer warmte wordt afgegeven; ook kan de komodovaraan de schaduw van zijn hol opzoeken, dat vaak een vaste schuilplaats is, gemarkeerd met uitwerpselen en ontdaan van vegetatie. Het hol is meestal zo gepositioneerd dat de wind erin kan waaien.

### Voedsel

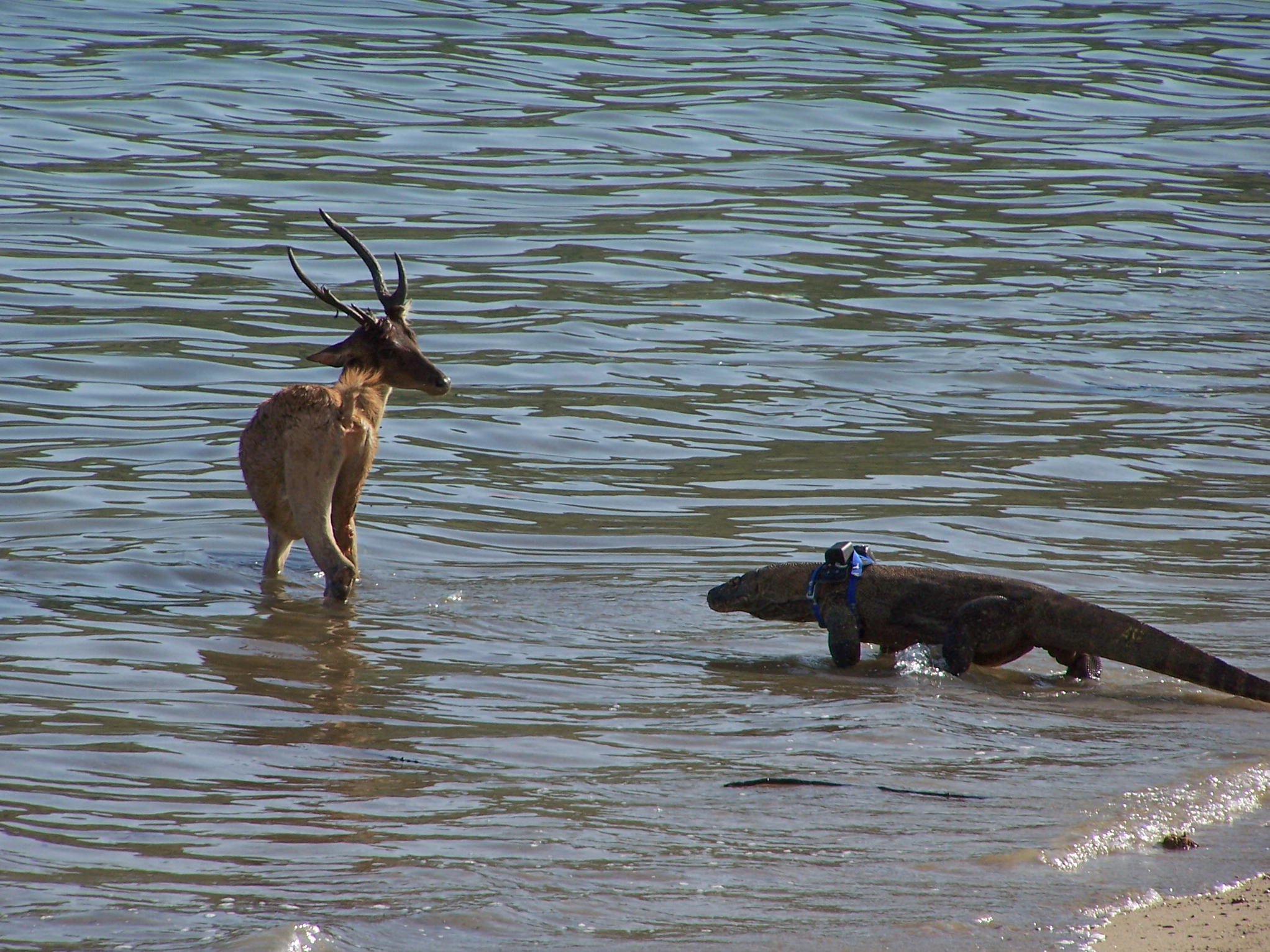
Een komodovaraan loert op een hert, dit exemplaar is voorzien van een zender

Het voedsel van de varaan hangt af van de lengte van het dier; jonge varanen leven voornamelijk van insecten zoals sprinkhanen, kevers en andere geleedpotigen; ook worden kleine gewervelden als gekko's, vogels en zoogdieren gegeten, aangevuld met eieren van verschillende dieren. Naarmate ze groter worden eten komodovaranen ook grotere prooidieren zoals wilde zwijnen, herten, waterbuffels, slangen, paarden, geiten en vogels. Een van de voornaamste prooidieren is het Javaans hert (Cervus timorensis). Ook de dwergolifant (Stegodon sompoensis), die inmiddels uitgestorven is, stond waarschijnlijk op het menu van de komodovaraan.
Een varaan kan een korte sprint maken en een snelheid bereiken van 20 kilometer per uur, maar valt prooien meestal aan vanuit een hinderlaag, waarbij hij zich verstopt tussen het hoge gras of andere begroeiing langs looproutes van prooidieren. Als de prooi op een afstand van minder dan anderhalve meter komt, wordt de aanval ingezet. De varaan zal proberen de pezen in de poten van de prooi door te bijten om hem te immobiliseren. Ook worden met de messcherpe klauwen de ingewanden uit de prooi gereten zodat alle kansen zijn verkeken. Eenmaal tegen de grond gewerkt, wordt de prooi in de hals of in de weke buik gebeten zodat hij doodbloedt. Daarna wordt het prooidier met de poten en de bek aan stukken gescheurd, en vaak verzamelen zich meerdere varanen rond de prooi die afkomen op de geur van aas.
Varanen staan bekend als zeer vraatzuchtig omdat ze in een enkele maaltijd 80 procent van het eigen lichaamsgewicht naar binnen kunnen werken. Vanwege de grote elasticiteit van de maag en de grote bek en keelopening kunnen ook grote brokken vlees naar binnen worden gewerkt. Bovendien zijn de kaken flexibel (overigens niet zo flexibel als bij slangen), waardoor een prooi binnen korte tijd kan worden opgegeten. Er is een beschrijving bekend van een 50 kg zware vrouwtjesvaraan die een 31 kg zwaar varken verslond in een tijdsbestek van 17 minuten. Een andere waarneming betreft een exemplaar dat er 20 minuten voor nodig had om een 41 kg wegend zwijn weg te werken. Bij het eten worden de brokken vlees met schrokkende bewegingen naar binnen gewerkt, waarbij de kop omhoog wordt geheven, hetgeen doet denken aan het eetgedrag van krokodilachtigen.
De komodovaraan is niet alleen een grote eter, maar hij is ook weinig kieskeurig. Waar leeuwen en andere rovende zoogdieren ongeveer 25 tot 30 procent van hun prooi achterlaten, blijft er van een door een varaan aangevreten karkas slechts zo'n 12 procent over. Varanen eten, in tegenstelling tot bijvoorbeeld leeuwen, ook de botten, hoeven en huid van de prooi op. Alleen de darminhoud wordt verwijderd door de ingewanden met de bek leeg te schudden; fecaliën worden niet gegeten. Harde delen als botten en hoeven kunnen worden verteerd door het sterke maagzuur van de varaan, een andere overeenkomst met de krokodilachtigen.
De varaan is net als veel andere hagedissen zeer kannibalistisch en schroomt niet de eigen jongen op te eten. Het menu van een volwassen varaan bestaat zelfs voor zo'n 10 procent uit de jongen van de eigen soort. Grotere soortgenoten zijn dan ook de belangrijkste bedreiging voor de jonge varanen. De juvenielen zijn als ze uit hun ei kruipen ongeveer 40 centimeter lang inclusief staart en 100 gram zwaar, waardoor ze nagenoeg weerloos zijn. Om te voorkomen dat ze worden opgegeten door grotere varanen leven ze de eerste jaren voornamelijk in dichtbegroeide delen van het verspreidingsgebied, waar de grotere exemplaren lastig kunnen manoeuvreren. Opmerkelijk is dat de juvenielen zich door de uitwerpselen van kadavers rollen om zo een onaantrekkelijke geur te krijgen als afweer tegen de oudere soortgenoten. Varanen vermijden het eten van uitwerpselen en laten de jongen daarom met rust. Andere vijanden van de jonge dieren zijn honden, roofvogels en slangen.

#### Beet

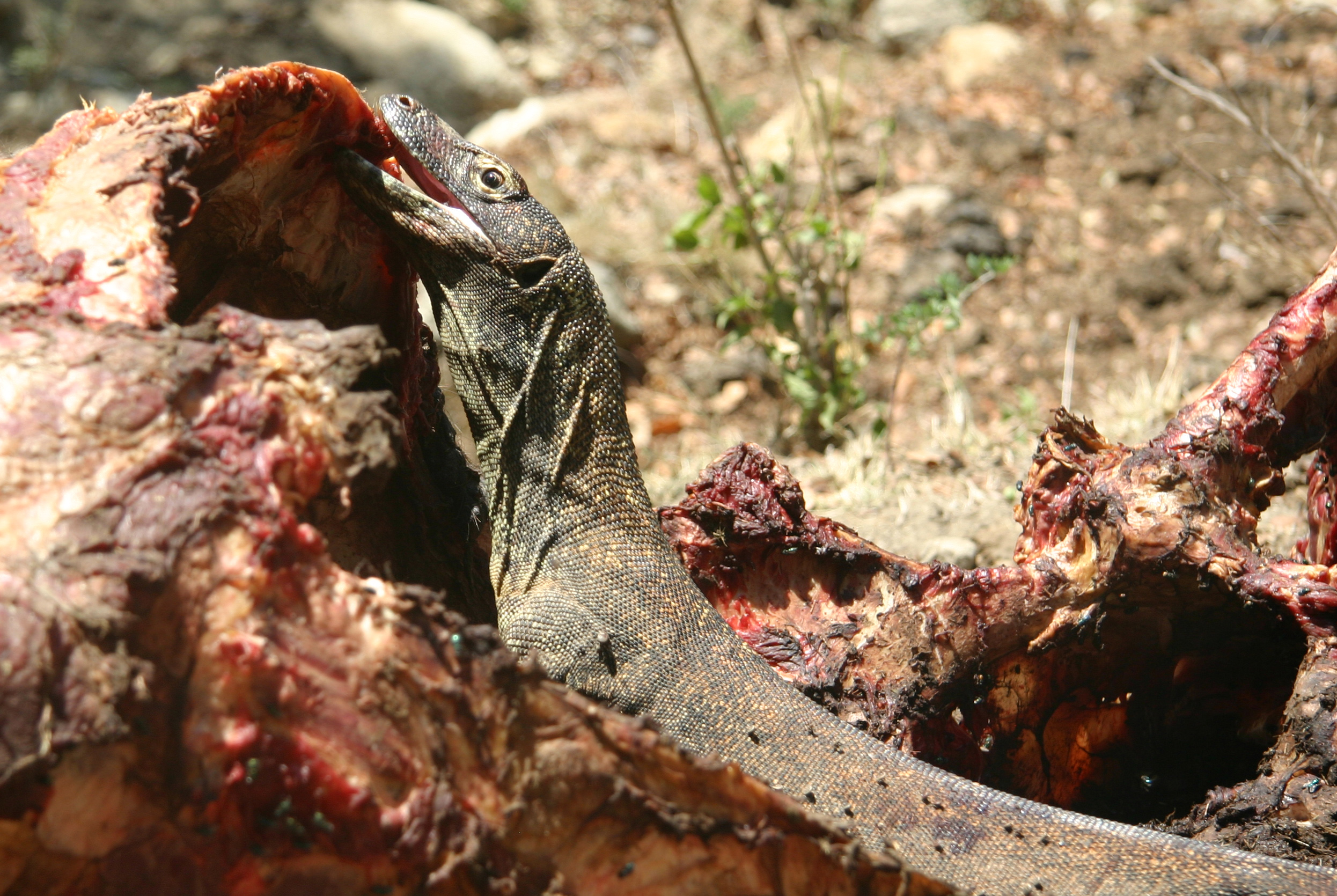
De varaan eet rottend vlees, hier een jonge komodovaraan met het karkas van een waterbuffel op het eiland Rinca

De varaan zal proberen een prooi direct te doden, wat niet altijd lukt zodat de prooi in eerste instantie ontsnapt. Een prooi bezwijkt echter vaak snel doordat de beet van de varaan kan leiden tot vergiftiging, ernstig bloedverlies of shock. Ook geraken de wonden van het prooidier (waaronder de waterbuffel) vaak besmet door bacteriën en zorgt de daaropvolgende weefselinfectie voor het bezwijken van de prooi. Met behulp van zijn uitstekende reukzin spoort de varaan het lijk op en wordt de prooi alsnog opgegeten.
Australische onderzoekers hebben uit tot nog toe onbekende klieren in de kaak van de komodovaraan het gif geïsoleerd waarmee deze vleeseter zijn prooi velt. De klieren werden met behulp van een MRI-scanner gevonden. De studie in het tijdschrift PNAS weerlegt het oude idee dat uitsluitend bacteriën in de bek van de varaan de prooidieren een fatale bloedvergiftiging bezorgen.
Ondertussen blijkt ook de visie dat de bacteriën in het speeksel van de komodovaraan een verwoestende uitwerking hebben als ze in het weefsel of de bloedbaan van prooidieren terechtkomen achterhaald. Uit onderzoek van de universiteit van Queensland is gebleken dat slechts bij een deel van de varanen sprake is van grote hoeveelheden schadelijk bacteriën in het speeksel en dat deze schadelijke bacteriën afkomstig zijn uit het water dat de varanen drinken en niet zoals eerder gedacht uit het eten van rottende kadavers en voedselresten die achterblijven tussen de tanden en in de bek na een maaltijd.

### Giftigheid
De in eerder onderzoek door wetenschappers uit het speeksel van de varaan geïsoleerde 28 stammen gram-negatieve bacteriën en 29 stammen gram-positieve bacteriën (zie gramkleuring) spelen dus geen belangrijke rol in het doden van prooien.
In 2009 werd wetenschappelijk beschreven dat de komodovaraan wel degelijk goed ontwikkelde gifklieren heeft die een grote rol spelen bij het doden van een prooi. Daardoor kan de theorie dat bacteriën in het speeksel de prooi te gronde richten worden afgevoerd. Dr. Bryan Fry, verbonden aan de Universiteit van Melbourne, ontdekte dat de varaan een over zes compartimenten verdeelde gifklier aan iedere onderzijde van de kaak heeft. De schedel van een varaan werd door een MRI-scanner gehaald waaruit bleek dat de varaan de meest complexe gifklieren heeft die bekend zijn in de reptielenwereld. Het gif bleek na massaspectrometrie uit een cocktail van meer dan 600 verschillende verbindingen te bestaan, die lijken op verbindingen in het gif van een aantal slangen en met name het gilamonster.
De klieren produceren een gif dat niet zozeer weefselvernietigend werkt zoals veel het geval is bij slangengif, maar het voorkomt dat het bloed klontert (anticoagulans) en verwijdt de aderen, waardoor een prooi sneller doodbloedt. De scherpe tanden van de varaan dringen gemakkelijk diep in het weefsel door, waar het gif veel gevaarlijker is. Omdat de varaan dankzij zijn verraderlijke gif en gespecialiseerde tanden slechts minimaal contact hoeft te maken met de prooi, is het gif er waarschijnlijk de oorzaak van dat de varaan relatief grote prooien kan aanvallen. Andere reptielen die op grote prooien jagen, zoals krokodilachtigen, gebruiken hun grote bijtkracht van meer dan 250 newton, terwijl de komodovaraan een bijtkracht heeft van nog geen 40 N.

### Immuunsysteem
Opmerkelijk is dat de varanen immuun zijn voor hun eigen gif. Bij gevechten tussen mannetjes in de paartijd ontstaan niet zelden bloederige wonden die met de bek worden toegebracht, maar deze genezen voorspoedig. Daarom wordt het afweersysteem van de komodovaraan onderzocht voor het ontwikkelen van medicijnen. Het goed ontwikkelde afweersysteem van de varaan is weer een van de overeenkomsten met de krokodilachtigen, die eveneens een buitengewoon sterke afweer hebben.

### Voortplanting en ontwikkeling

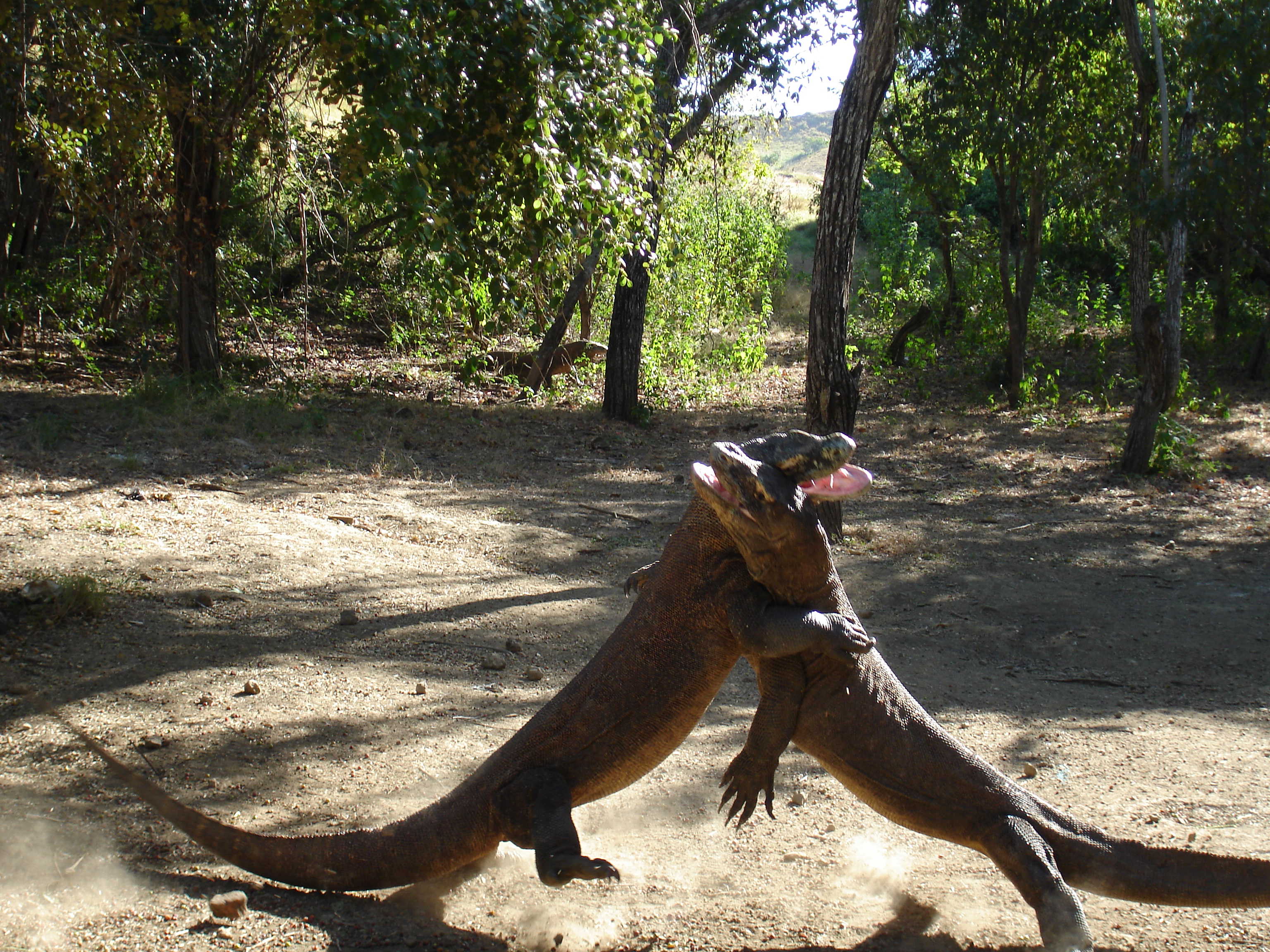
Twee mannetjes vechten om een vrouwtje dat op de achtergrond wacht

De komodovaraan kan zich vrijwel het gehele jaar voortplanten, maar paargedrag wordt voornamelijk waargenomen in de maanden juli en augustus. De vrouwtjes scheiden in hun vruchtbare periode geurstoffen af via de ontlasting die door de mannetjes worden opgepikt. De mannetjes vechten met elkaar om een vrouwtje, ze gaan op de achterpoten staan en de staart wordt gebruikt als contragewicht door deze tegen de bodem te drukken. Het gevecht heeft veel weg van worstelen; de dieren proberen elkaar om te gooien wat tot bloedige verwondingen kan leiden, die echter meestal snel genezen. Het gevecht eindigt pas als een van de twee vijanden opgeeft door te vluchten of heel stil te blijven liggen.

### Paring
Voor de paring likt het mannetje het vrouwtje om haar vruchtbaarheid te bepalen; ook strijkt hij met de kop en poten langs haar lichaam. Dan tilt het mannetje met zijn staart de staart van het vrouwtje op en vindt de paring plaats. Het mannetje verankert zich door met zijn bek in de nek van het vrouwtje te bijten. Als een vrouwtje niet paringsbereid is wordt dit met sissende geluiden en agressief gedrag naar het mannetje duidelijk gemaakt. Opmerkelijk is dat monogamie is waargenomen bij de komodovaraan, wat zeer uitzonderlijk is bij reptielen.

### Eieren
Het legsel bestaat uit maximaal 30 eieren die rond september worden afgezet in een nest. Het aantal eieren is afhankelijk van de grootte van het vrouwtje, zoals vaak voorkomt bij reptielen. Doordat ze de eieren een tijdje met zich mee draagt wordt voorkomen dat de juvenielen uitkomen in het hete seizoen - het is dan moeilijker voor ze om te overleven. Het nest wordt soms zelf gemaakt door een ondiepe kuil te graven, de eieren te deponeren en deze te bedekken met zand en bladeren. Ook worden de verlaten nesten van bodembewonende vogels gebruikt, zoals die van het rood boshoen (Megapodius reinwardt).
De incubatietijd van de eieren is ongeveer zeven tot acht maanden. Ze komen meestal in april uit, wanneer er veel insecten zijn. De jongen zijn dan ongeveer 40 centimeter lang en zeer kwetsbaar voor predatie. Zodra de eieren uitgekomen zijn staan de jongen er alleen voor, varanen kennen geen vorm van broedzorg. Na ongeveer vier jaar als ze een lengte van meer dan een meter hebben zijn ze in staat aan de oudere dieren te ontsnappen. Ze zijn dan ook te groot geworden om zich in bomen op te houden. Andere belangrijke vijanden van de juvenielen zijn rovende zoogdieren en vogels.

### Maagdelijke voortplanting

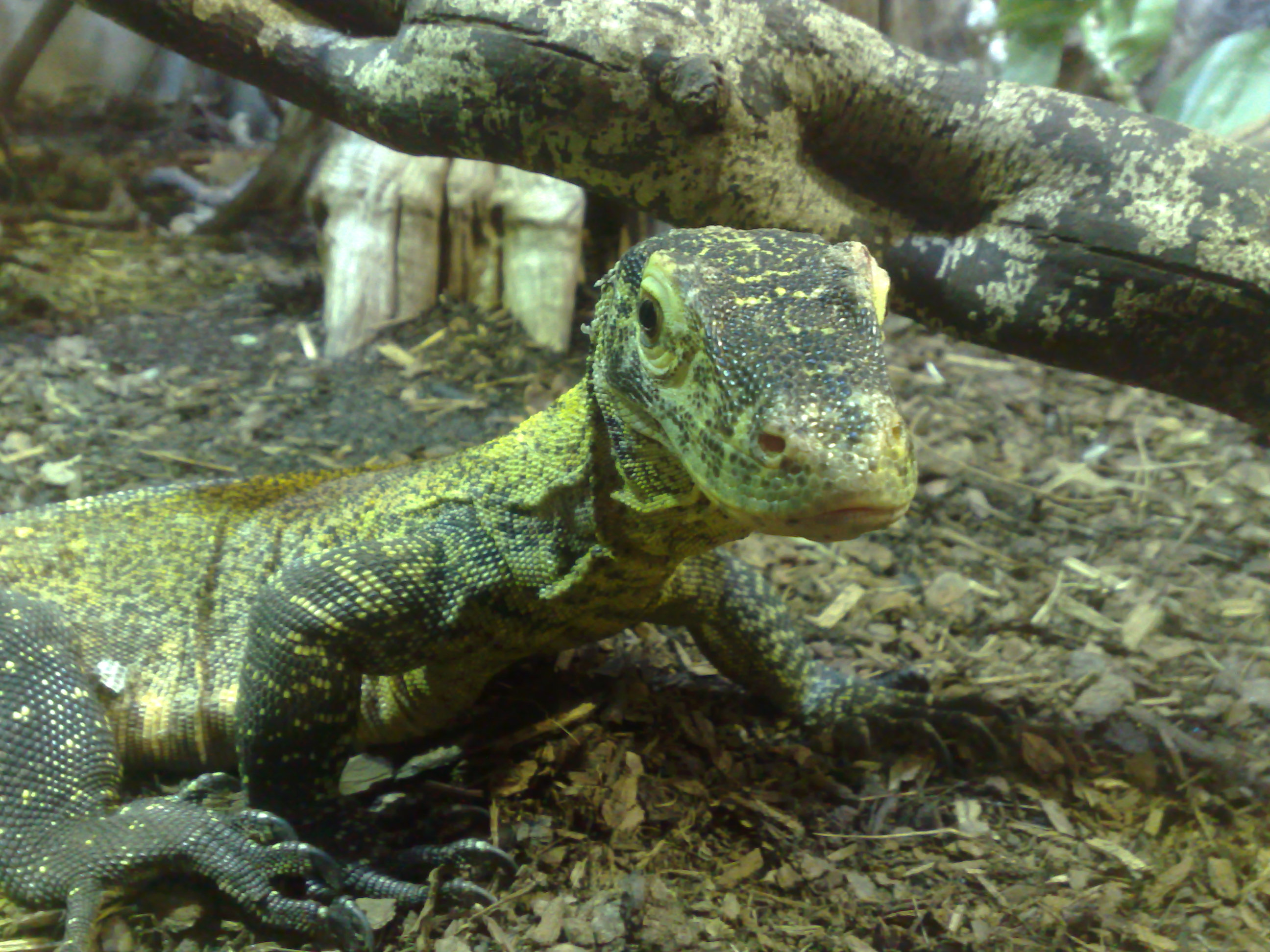
Dit juveniele exemplaar werd zonder mannelijke bevruchting geboren in Chester Zoo

Wetenschappers hebben ontdekt dat de komodovaraan zich maagdelijk kan voortplanten: een vrouwtje kan levensvatbare nakomelingen produceren zonder dat ze bevrucht is door een mannetje. Er was al bekend dat vrouwelijke varanen het sperma enkele jaren kunnen opslaan in het lichaam zodat het later gebruikt kan worden. Van vrouwtjes die in dierentuinen 'spontaan' eieren produceerden werd in eerste instantie gedacht dat ze kennelijk ooit gepaard hadden met een mannetje, zoals een exemplaar dat in 2005 eieren afzette in een Londense dierentuin. Toen in 2006 opnieuw een vrouwelijke varaan nageslacht produceerde werd het DNA van de niet-levensvatbare jongen onderzocht en bleek dat ze genetisch identiek waren aan het moederdier. In 2008 werden in een Australische dierentuin door maagdelijke voortplanting ontstane eieren gevonden waarvan een deel levensvatbaar bleek. Uit alle eieren die zijn voortgekomen uit maagdelijke voortplanting zijn steeds mannetjes geboren. Net als mensen hebben varanen geslachtschromosomen die alleen in bepaalde combinaties voorkomen. Net als mensen een X- en een Y-geslachtschromosoom hebben, kennen varanen een W- en een Z-chromosoom. Vrouwtjes hebben altijd de combinatie WZ, mannetjes hebben altijd ZZ. Een embryo dat de combinatie WW krijgt is niet levensvatbaar en sterft. Bij een normale bevruchting krijgt het ei één chromosoom van het mannetje (altijd een Z) en een van het vrouwtje (een W of een Z) waardoor er altijd de combinatie WZ (vrouw) of ZZ (man) ontstaat. Maar bij parthenogenese dupliceert het geslachtschromosoom zich, waardoor altijd de combinatie ZZ (man) of WW (niet levensvatbaar) ontstaat. Dit heeft als voordeel dat als een vrouwtje op een ander eiland aanspoelt ze toch nageslacht kan krijgen waarmee ze als de mannetjes volwassen zijn kan paren, waardoor de genetische variatie verarmt, maar de varaan kan zich makkelijker naar andere leefgebieden verspreiden.

### Levenscyclus
De komodovaraan heeft volgens schattingen een levensverwachting van ongeveer 50 jaar. De vrouwtjes zijn in het wild na zes tot zeven jaar geslachtsrijp, mannetjes vaak iets later. Mannetjes zijn meestal geslachtrijp als ze en gewicht van zeventien kilo bereiken. De gemiddelde generatieduur wordt geschat op ongeveer vijftien jaar.

## De komodovaraan en de mens

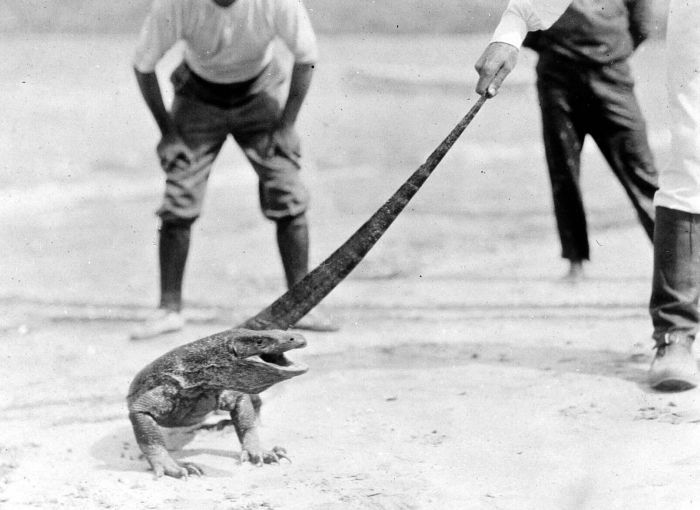
Een komodovaraan wordt geplaagd
Wereldmuseum Amsterdam

De komodovaraan kan door zijn vermogen om grote prooien te doden ook gevaarlijk zijn voor de mens. Net als de lengte van de varaan wordt ook zijn vermeende status als gevaarlijke mensendoder vaak sterk overdreven. In de recente geschiedenis zijn slechts enkele gevallen bekend waarbij een mens is gedood door een komodovaraan. Het bekendst is de verdwijning, in 1974, van de Zwitserse baron Rudolf von Reding Biberegg, die aan komodovaranen wordt toegeschreven. Alleen zijn hoed, camera en met bloed besmeurde schoen werden teruggevonden. In 2007 overleed een achtjarig Indonesisch jongetje aan ernstig bloedverlies na een beet van een komodovaraan. In 2009 overleed een 31-jarige fruitplukker in Indonesië nadat hij uit een boom was gevallen en werd aangevallen door twee komodovaranen. Naast de gevaarlijke beet kan de komodovaraan met zijn dikke, lange en gespierde staart een klap uitdelen die een indringer in één keer uit kan schakelen.

### In gevangenschap

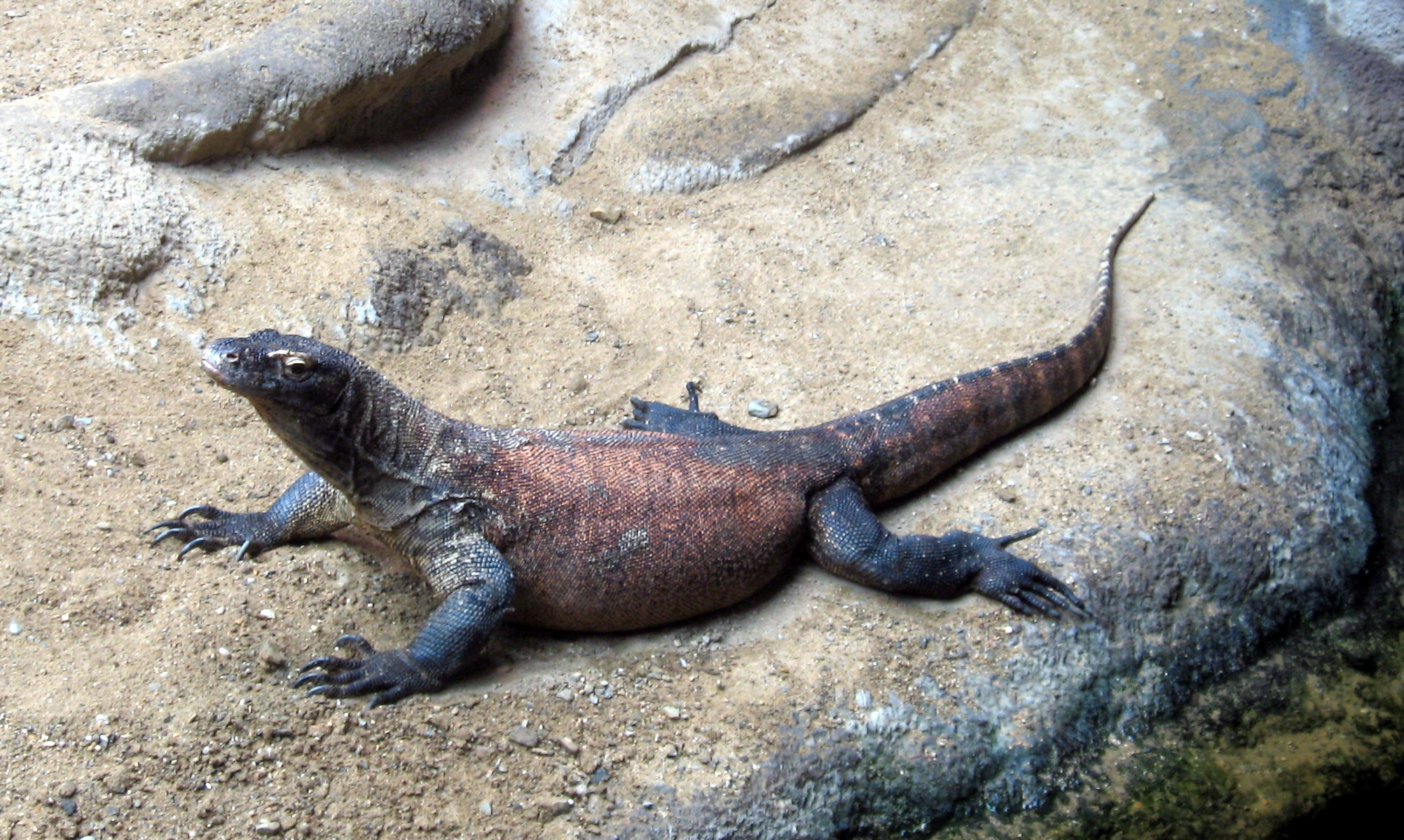
Een komodovaraan in de dierentuin van Praag

De komodovaraan wordt door verschillende dierentuinen in gevangenschap gehouden. Het is een van de publiekstrekkers door de indrukwekkende gestalte en de 'gevaarlijke' eigenschap in staat te zijn om grote zoogdieren te doden. In de praktijk is de varaan betrekkelijk tam en er zijn verschillende waarnemingen bekend waar de varaan bij een verhuizing onder begeleiding van zijn verzorger tussen het publiek door zijn verblijf uit wandelde. Toch blijven het wilde dieren die plotseling agressief kunnen worden; zo beet een komodovaraan in juni 2001 Phil Bronstein, de toenmalige man van Sharon Stone, in de voet toen deze op uitnodiging van de verzorger het verblijf betrad. 
Verschillende dierentuinen bezitten een komodovaraan en sinds 2007 is de komodovaraan opgenomen in de dierencollectie van de ZOO Antwerpen, en ook in Diergaarde Blijdorp is een levend exemplaar te bezichtigen. In Blijdorp werden eind maart 2009 drie jonge komodovaranen aangetroffen in het verblijf van een broer en zus van drie jaar oud. Aangenomen werd dat deze exemplaren nog niet geslachtsrijp waren en dat de varaan zich pas kon voortplanten bij een leeftijd van vijf jaar. Bovendien was niet bekend dat het vrouwtje zwanger was en is het een unicum dat de eieren van in gevangenschap gehouden dieren uitkomen zonder gebruik te maken van een broedmachine.
De Amsterdamse dierentuin Artis was de eerste dierentuin ter wereld waar deze dieren, tussen 1926 en 1939, gehouden werden. In april 2013 werden in Artis opnieuw twee jonge exemplaren gepresenteerd.
Uit bestudering van de dieren in gevangenschap bleek dat de varaan zijn verzorgers herkent en anders reageert op andere mensen. Ook het feit dat de komodovaraan speels gedrag vertoont kwam aan het licht na onderzoek bij dieren in gevangenschap. Verschillende exemplaren speelden met diverse voorwerpen die duidelijk niet als voedsel werden beschouwd.
Het vertonen van speels gedrag wordt gezien als een vorm van sociaal gedrag en was tot voor kort alleen bekend bij de zoogdieren.

### Bedreiging en bescherming
De komodovaraan is niet sterk bedreigd, maar wordt al lange tijd beschouwd als kwetsbare soort. Op de lijst van de International Union for Conservation of Nature and Natural Resources staat de varaan geclassificeerd als "vulnerable" (kwetsbaar). Dit wordt voornamelijk veroorzaakt door het relatief kleine leefgebied en niet in eerste instantie door toedoen van de mens. Stroperij of het vangen van dieren voor de handel in exotische dieren vormen in het geval van de komodovaraan geen grote bedreiging al worden soms exemplaren illegaal van de eilanden gesmokkeld. De toenmalige Nederlands-Indische overheid verbood bijvoorbeeld onmiddellijk de sportieve jacht op de eilanden, en de uitvoer van exemplaren voor wetenschappelijke studie werd strikt gereguleerd. In tegenstelling tot vrijwel alle andere bedreigde dieren wordt de komodovaraan sinds zijn ontdekking door de wetenschap tot op de dag van vandaag streng beschermd en is de toegang tot veel van de leefgebieden beperkt; de ontdekkers zagen in 1910 al direct in dat de soort niet erg talrijk was. Niettemin zijn de belangrijkste bedreigingen antropologisch, zoals aangestoken branden, het verdwijnen van de habitat en de illegale jacht. Niet alleen de verslechtering van de leefomstandigheden van de varaan zelf hebben een negatieve impact maar ook het achteruitgaan van prooidieren als het Javaans hert (Cervus timorensis). Deze hertensoort is een van de belangrijkste prooien van de komodovaraan.Er zijn tegenwoordig zo'n 1400 exemplaren in het wild waarvan een derde bestaat uit vrouwtjes.
De Australische bioloog Tim Flannery heeft geopperd de komodovaraan uit te zetten in het noorden van Australië. De varaan zou zo de ecologische niche bezetten die werd achtergelaten na het verdwijnen van de reuzenvaraan Varanus priscus (ook bekend als Megalania). Deze tot zes meter lange varaan kwam alleen op Australië voor en is zo'n 40.000 jaar geleden uitgestorven. De komodovaraan zou de vele door de mens geïntroduceerde dieren als geiten en varkens op een natuurlijke manier op kunnen ruimen. Deze zoogdieren hebben namelijk geen natuurlijke vijanden in Australië. Flannery waarschuwt wel dat predatie door de varaan op de mens niet onderschat moet worden.

### Fabeltjes over de komodovaraan
Een aantal eigenschappen van de komodovaraan worden vaak sterk overdreven zoals de lengte en het gewicht maar er zijn meer eigenschappen die als feit worden gepresenteerd maar in de praktijk niet kloppen. Een aantal voorbeelden:
- De komodovaraan komt af op de geur van bloed: een varaan gaat niet op de geur van bloed af zoals bijvoorbeeld haaien maar pikt de rottingslucht op van karkassen.
- De varaan ruikt zijn prooi: een varaan ruikt (proeft) niet met zijn tong zoals weleens wordt beweerd, de tong zelf bevat geen geurreceptoren zoals bij andere dieren het geval is maar verzamelt geurdeeltjes die in de bek door het speciale orgaan van Jacobson worden geanalyseerd.
- Komodovaranen zijn niet giftig: de Australische onderzoeker Bryan Fry heeft in mei 2009 voor het eerst aangetoond dat het dier gifklieren heeft.[26] Het gif brengt een prooi van de varaan in een shocktoestand doordat het bloed van het slachtoffer sneller gaat stromen en de aderen zich verwijden. Eerder werd aangenomen dat giftige bacteriën in het speeksel van het dier de dood van een slachtoffer zouden veroorzaken.
- Komodovaranen behoren tot de dinosauriërs: varanen stammen niet af van de dinosauriërs maar het zijn reptielen die behoren tot de hagedissen. Ook is er in tegenstelling tot wat wel wordt beweerd geen enkele genetische relatie tussen varanen en krokodilachtigen.
- Komodovaranen zijn verwant aan krokodillen: varanen zijn hagedissen en zijn ondanks hun grootte en verschillende gedeelde kenmerken niet verwant aan de krokodilachtigen. Enkele gedeelde kenmerken zijn het vermogen tot het vervangen van tanden,[27] het zeer sterke maagzuur dat botten kan verteren en het zeer goed ontwikkelde immuunsysteem.[5]

### In de moderne cultuur

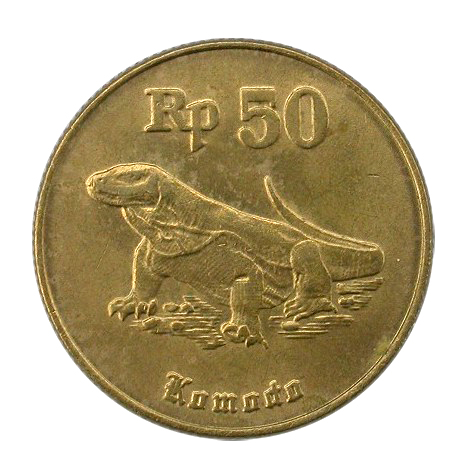
Een Indonesische munt met de afbeelding van de komodovaraan

De komodovaraan speelt soms een rol in films of verhalen, waarbij het dier vaak als monsterlijk wordt neergezet, zoals in de televisiefilm Komodo vs. Cobra uit 2005 en de bioscoopfilm Komodo uit 1999. In beide films wordt een groep mensen aangevallen door de varaan.
De expeditie naar Komodo van W. Douglas Burden was de inspiratie voor de klassieke film King Kong uit 1933. Filmproducent Merian C. Cooper schreef het script voor deze film met de reiservaringen van Burden in het achterhoofd maar verving de reuzenhagedis door een reuzenaap.
In het Suske en Wiske-verhaal De nare varaan speelt een komodovaraan eveneens een belangrijke rol. Het dier wordt voorgesteld als betoverde prins, maar later blijkt dat de varaan zijn kinderen wil opzoeken in de Antwerpse dierentuin.
In de animatieserie The Secret Saturdays is een van de huisdieren van de familie een komodovaraan. Het enige verschil is dat in de serie hij zich net als een kameleon kan camoufleren.
In de zwarte komedie The Freshman, uit 1990 met Marlon Brando, is in een hectisch hilarische scène een sleutelrol weggelegd voor een amok makende komodovaraan. Ook in de James Bondfilm Skyfall komt een komodovaraan voor, als attractie in het casino op Macau. Tijdens een gevecht vallen Bond en zijn tegenstander in de varanenkuil, waarop de varaan Bonds tegenstander van achteren aanvalt en opeet.